# Émile-Alexandre Gavoy
Émile-Alexandre Gavoy (ur. 1836 w Sallèles-d’Aude, zm. po 1896) – francuski lekarz wojskowy, anatom, autor atlasów mózgu.

## Prace
- Hémophylie, ou Diathèse hémorrhagique. G. Silbermann (Strasbourg), 1861
- Atlas d'anatomie topographique du cerveau et des localisations cérébrales. Doin, 1882
- L'encéphale: structure et description iconographique du cerveau, du cervelet et du bulbe: avec atlas de 59 planches en glyptographie. Paris: J.-B. Baillière, 1886
- Art militaire. Service de santé dans les sièges des grandes places de guerre. H. Charles-Lavauzelle (Paris), 1896